# Gusel Jachina

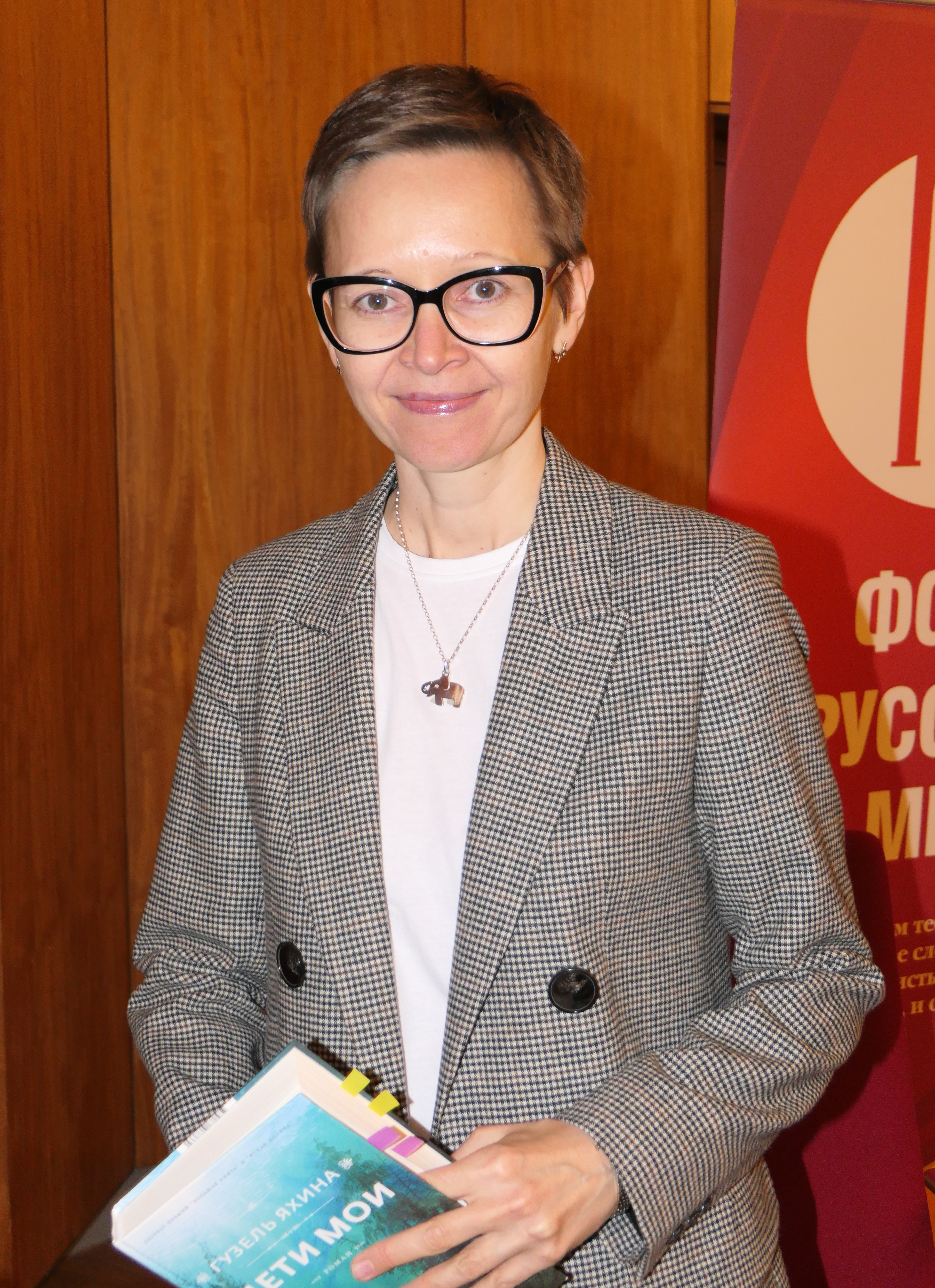
Gusel Jachina während einer Buchlesung in Dresden 2020

Gusel Jachina (* 1. Juni 1977 in Kasan) (auch Guzel Shamilevna Yakhina, russisch Гузель Шамильевна Яхина, Betonung: Guzél Shamílevna Yákhina, tatarisch Гүзәл Шамил кызы Яхина) ist eine russische Schriftstellerin und Filmemacherin.

## Leben
Jachinas Mutter ist Ärztin, ihr Vater Ingenieur. In der Familie sprach sie nur Tatarisch. Die russische Sprache lernte sie erst mit zwölf Jahren nach dem Umzug 1999 nach Moskau im Kindergarten. Sie ging in Moskau an des Lyzeum für Physik und Mathematik und an eine Kunstschule. Anschließend trat Jachina in die Fußstapfen ihrer Großeltern, die Lehrer waren, und studierte an der Kasaner Tatarischen Staatlichen Geisteswissenschaftlich-Pädagogischen Universität Germanistik und Anglistik auf Lehramt. Im Jahre 2015 beendete sie ihre Ausbildung an der  staatlichen Moskauer Filmhochschule, Gerassimow-Institut für Kinematographie mit dem Diplom. Nach ihrer Ausbildung arbeitete Jachina zunächst in der Werbung, begann aber schon erste Artikel in den russischen Zeitschriften Newa und Oktjabr zu veröffentlichen. Teile ihres Romans Suleika öffnet ihre Augen erschienen im Journal Sibirskije Ogni.
Jachina ist verheiratet mit einem Moskauer Unternehmer und hat eine Tochter. Sie lebt mit ihrer Familie in Moskau.

## Werke
Jachinas Debütroman erzählt von ihrer tatarischen Großmutter, die 1930 in Rahmen des Kulaken-Programms nach Ost-Sibirien deportiert wurde. In dem Arbeitslager an der Angara sollten die Kulaken langsam aussterben. Sie bekommt ein noch während der Ehe gezeugtes Kind. Nach vier im Säuglingsalter gestorbenen Kindern zieht sie es groß und beginnt im Lager eine Liebesbeziehung mit dem Mörder ihres Mannes.

## Auszeichnungen
- 2015: Jasnaja-Poljana-Preis
- 2015: Das große Buch
- 2015: Fahrkarte zu den Sternen, Literaturpreis der Stadt Kasan
- 2020: Förderpreis des Georg-Dehio-Buchpreises für Wolgakinder
- 2021: Prix du Meilleur livre étranger für Дети мои in französischer Übersetzung

## Werke
- Wo vielleicht das Leben wartet. Aus dem Russischen von Helmut Ettinger, Aufbau Verlag, Berlin 2022, ISBN  978-3-351-03898-4.
- Wolgakinder, Aufbau Verlag, 2019
- Suleika öffnet die Augen, Aufbau Verlag, 2017
- Schweipolt – Eine Winter-Tragödie, (Erstausgabe), Katzengraben-Presse Berlin-Köpenick 2017